# Чинарский сельсовет
Чинарский сельсовет — административно-территориальная единица и муниципальное образование со статусом сельского поселения в Дербентском районе Дагестана Российской Федерации.
Административный центр — село Чинар.

## История
Образовано в 1978 году.

## Население
| 2002  | 2010  | 2012  | 2013  | 2014  | 2015  | 2016  |
| ----- | ----- | ----- | ----- | ----- | ----- | ----- |
| 4966  | ↗5862 | ↗5955 | ↗6063 | ↗6115 | ↗6166 | ↗6187 |
| 2017  | 2018  | 2019  | 2020  | 2021  | 2023  | 2024  |
| ↗6239 | ↘6218 | ↘6195 | ↗6223 | ↘5297 | ↗5303 | ↗5336 |

## Состав
| № | Населённый пункт | Тип населённого пункта       | Население |
| - | ---------------- | ---------------------------- | --------- |
| 1 | Бильгади         | село                         | ↘579      |
| 2 | Чинар            | село, административный центр | ↘4718     |